# Rocafort de Queralt
Rocafort de Queralt est une commune espagnole, en Catalogne dans la comarque de Conca de Barberà dans la province de Tarragone.